# Rabindranath Tagore
Rabindranath Thakur, anglicitzat Tagore (Calcuta, Raj britànic, 7 de maig de 1861 - 7 d'agost de 1941), fou un homo universalis indi (escriptor, poeta, músic i pintor, però també mestre espiritual, pedagog i reformador social), i el primer no-europeu en guanyar el premi Nobel de literatura. Místic, humanista i universalista, va obrar tota la seva vida en aprofundir els intercanvis culturals entre l'Índia i l'Occident realitzant, entre altres activitats, nombroses conferències arreu del món.
Va començar a escriure poemes des dels vuit anys; amb setze, va publicar la seva primera obra poètica substancial sota el pseudònim Bhanushingho ("Lleó Sol") i va escriure les seves primeres històries curtes i teatrals l'any 1877. En les seves obres, amb un estil molt acolorit i un to profundament místic, Tagore va expressar-hi el seu amor per la natura i pel seu país, l'Índia "eterna". Va revolucionar les literatures bengalí i índia amb textos com La llar i el món i Gitanjali, i va enriquir-ne i modernitzar-ne l'art en general amb multitud de poemes, històries curtes, assaigs, obres de teatre, cançons i pintures.
El 1882 va viure una experiència mística que el guiaria durant la resta de la seva vida. El 1901 va fundar una escola on mestres hindús i cristians ensenyaven les filosofies orientals i occidentals; aquesta escola va esdevenir, el 1921, la Universitat Visva-Bharati ("Índia i el món"), un centre internacional d'estudis humanístics. Igualment va obrar per a instaurar un sistema pedagògic adaptat pels camperols.
Políticament va denunciar els abusos dels britànics i va donar suport a la independència del seu país. Dues de les seves cançons són ara els himnes nacionals del Bangladesh i l'Índia: Amar Shonar Bangla i Jana Gana Mana.

## Biografia

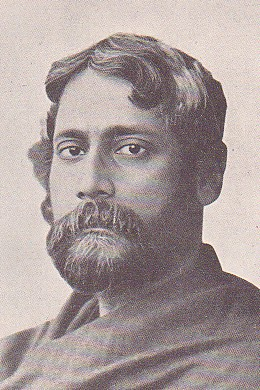
Fotografia de Tagore realitzada l'any 1905 per Sukumar Ray, pare de Satyajit Ray

### Primers anys

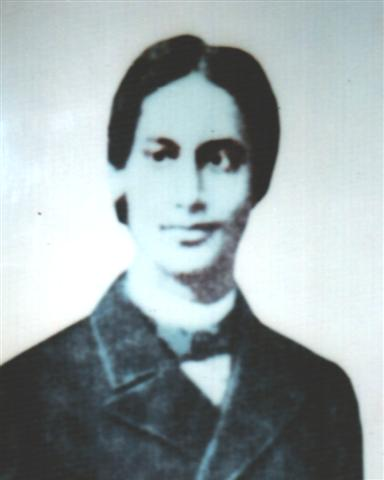
Tagore a Londres vers el 1878

Va néixer el 7 de maig de 1861 a la ciutat de Calcuta, en una Índia que en aquells moments formava part de l'imperi Britànic. Fou el petit dels tretze fills supervivents de Debendranath Tagore (1817-1905) i Sarada Devi (1830-1875), una família selecta de Calcuta i amant de la filosofia i de les arts. El seu germà gran, Dwijendranath, fou un respectat poeta i filòsof, Satyendranath fou el primer membre d'una ètnia índia admès en l'elitista Servei civil indi i Jyotirindranath fou un músic i compositor cèlebre en el seu moment. Va ser criats en gran part pels servents, car la seva mare morí a principis de la seva infantesa i el seu pare viatjava molt sovint. Tagore evità en gran manera assistir a l'escola i preferia vagar per la mansió o pels voltants: Bolpur, Panihati, i altres llocs.

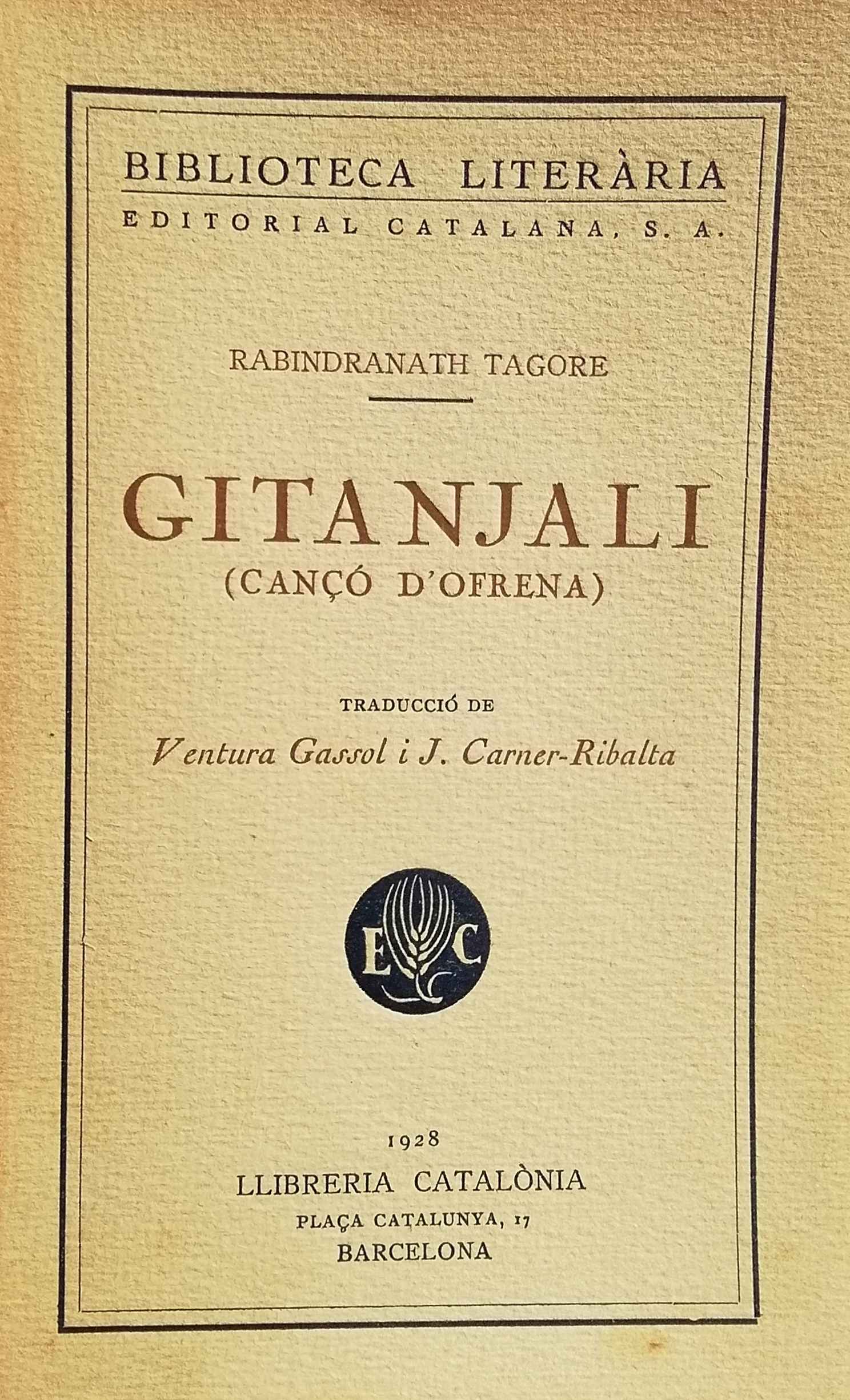
El llibre Gitanjali de Rabindranath Tagore en una traducció al català publicada a Barcelona l'any 1928

Inicià el seu upanayam (ritual d'iniciació) a l'edat d'onze anys; el 14 de febrer de 1873 deixà Calcuta per iniciar amb el seu pare un viatge de diversos mesos a través l'Índia. Van visitar Santiniketan, ciutat del seu pare, i es va aturar a Amritsar abans d'arribar a l'estació de muntanya de Dalhousie, a l'Himàlaia. Allà, el jove "rabi" llegia biografies i va ser educat a casa en història, astronomia, ciència moderna i el sànscrit; estudià la poesia de Kalidasa.
El 1878 va anar a Anglaterra per estudiar a l'escola pública de Brighton i posteriorment aconseguí ser admès a la Universitat de Londres; això no obstant, va deixar els seus estudis per conèixer l'obra de Shakespeare i altres autors: Religio Medici de Thomas Browne, Coriolanus, i Antoni i Cleopatra de Shakespeare. Va abandonar Anglaterra al cap d'un any. Aquesta exposició a la cultura anglesa i la seva llengua es filtraria en els seus primers passos dins la tradició de la música bengalí per crear nous estils musicals. Tagore no va abraçar mai completament les rígides normes angleses ni l'estricta interpretació de la tradicional religió hindú per part de la seva família en la seva vida o en el seu art, sinó que va escollir prendre el millor d'ambdues esferes d'experiència.

### Vida a Shilaidaha

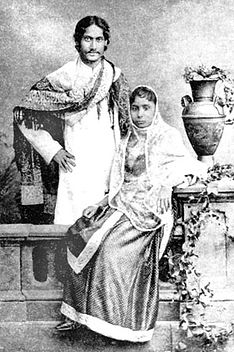
Rabindranath Tagore i la seva esposa vers el 1883

El 9 de desembre de 1883 es va casar amb Mrinalini Devi (nascuda a Bhabatarini, 1873–1906), amb la qual va tenir cinc criatures, dos fills i tres filles, dos dels quals van morir de ben petits. En aquell moment ja s'havia convertit en el centre d'atenció del món literari amb diverses obres, incloent un poema llarg adaptat a l'estil Maithili del que va ser pioner Vidyapati, que al seu torn reclamava que pertanyia al poeta perdut anomenat Bhanu Simha. La seva reputació es va consolidar amb Bhikharini (1877; "La dona captaire"—la primera història curta en bengalí) i amb recopilacions com Sandhya Sangit (1882), que inclou el famós poema Nirjharer Svapnabhanga (El crit de la cascada).
L'any 1890 començà a gestionar les propietats familiars de Shilaidaha, una regió en un estuari situada a l'actual Bangladesh, on va viure en una casa-vaixell sobre el sistema tributari del riu Padma. Treballs d'aquest període com ara Sonar Tari (1894), Chitra (1896) i Katha O Kahini (1900) van acabar de crear-li una gran fama com a poeta. A més, estava guanyant-se també una reputació com assagista, escriptor d'obres i d'històries curtes, on reflectia la vida del poble que veia al seu al voltant, cosa que li feu obtenir considerables elogis. Entre els anys 1891 i 1895 va ser l'època més fecunda; escrigué més de la meitat de les històries dels tres volums i vuitanta-quatre històries de Galpaguchchha.

### Vida a Santiniketan
El 1901 va abandonar Shilaidaha i es va traslladar a Santiniketan, població situada a Bengala Occidental, on va posar en funcionament una escola experimental en unes propietats donades pel seu pare, envoltada d'arbredes i jardins, i una biblioteca. Aquesta escola, o àixram, establerta segons la tradicional estructura Brahmacharya amb els estudiants vivint al costat del seu guru en una comunitat autosuficient, va atreure grups d'estudiants, artistes, lingüistes i músics d'arreu del món. Tagore va dedicar prodigioses quantitats d'energia a obtenir fons per a aquesta escola, utilitzant per exemple l'import concedit amb el Premi Nobel. Avui dia la institució és coneguda com a Universitat Visva-Bharati (en bengalí: বিশ্বভারতী, Índia al món), sota el control del govern indi.
El seu pare morí el 19 de gener de 1905 i cap al 1906 va morir la seva esposa i dos dels seus fills, la qual cosa el sumí en una gran pena. En aquells anys obtenia ingressos dels pagaments mensuals com a part de la seva herència i els ingressos addicionals del maharajà de Tripura, les vendes de joies de la seva família, del seu bungalow a Puri, i uns mediocres beneficis (2.000 rupies) pels drets de les seves obres. En aquells moments però ja tenia un ampli nombre de seguidors entre els lectors bengalís, i gràcies a les primeres traduccions de les seves obres començà a ser reconegut fora de les fronteres del seu país.

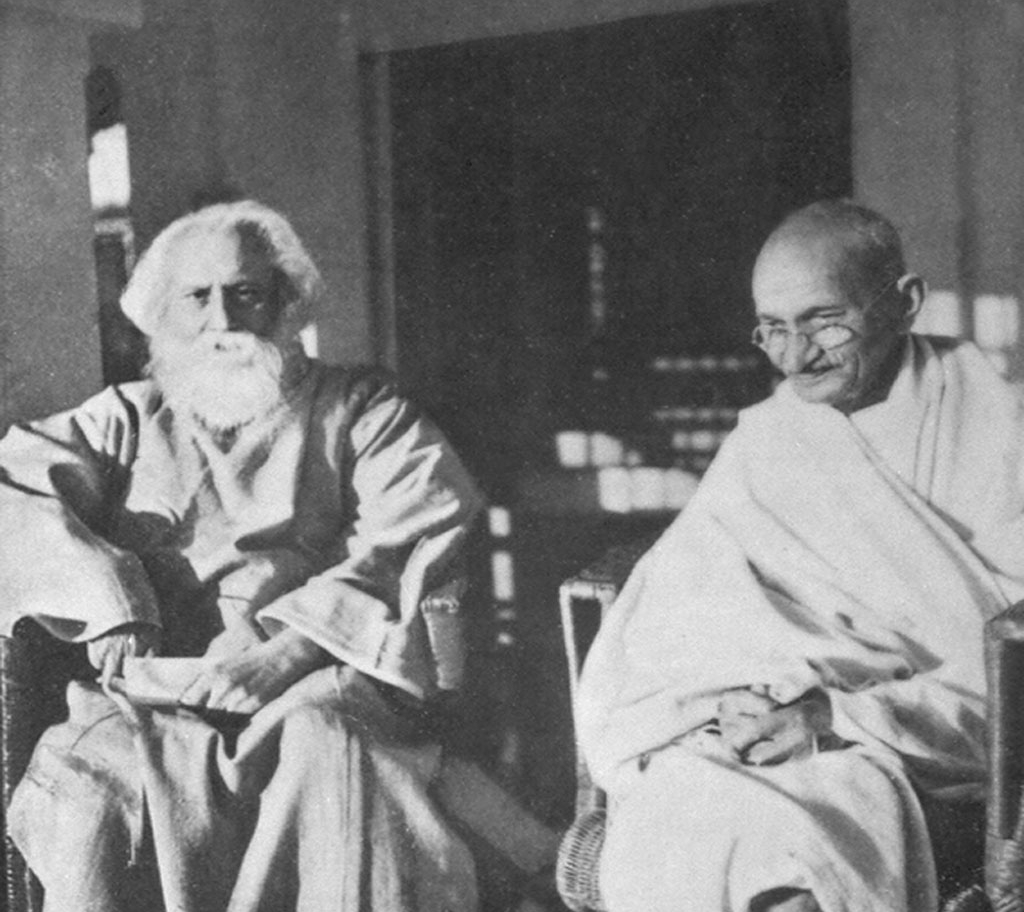
Tagore i Gandhi l'any 1940

En resposta a alguns admiradors anglesos, com el pintor William Rothenstein, va començar a traduir alguns dels seus poemes en vers lliure. El 1912 va anar a Anglaterra per realitzar-hi diverses xerrades i donar a conèixer els seus versos, i va deixar impressionat, entre d'altres, el poeta irlandès William Butler Yeats. Posteriorment aquest autor va escriure el prefaci de la versió anglesa del Gitanjali. L'any 1913 fou guardonat amb el Premi Nobel de Literatura "pel seu vers profund i sensible, fresc i bell, pel qual, amb habilitat consumada, ha fet del seu pensament poètic, expressat en les seves pròpies paraules angleses, una part de la literatura d'Occident".
El 1916 va iniciar un seguit de conferències que el van dur al Japó i als Estats Units d'Amèrica, moment en el qual va denunciar el xovinisme nacionalista així com els nacionalismes bel·ligerants. Aquest posicionament polític va suscitar moltes crítiques però també rebé elogis dels pacifistes com Romain Rolland. La seva experiència en aquests països fou recollida en el seu llibre Japanyatri, i la visita el 1927 a Bali, Java, Kuala Lumpur, Malaca, Penang, Siam i Singapur s'observà en la seva obra Jatri.
L'any 1915 fou nomenat Cavaller pel rei Jordi V del Regne Unit, però l'any 1919 renuncià a aquest títol com a protesta per l'acció de l'exèrcit britànic a la massacre de Jallianwala Bagh. Al llarg de la seva vida va mantenir múltiples contactes amb altres intel·lectuals del seu temps, entre altres Henri Bergson, Albert Einstein, Robert Frost, Mahatma Gandhi, Thomas Mann, George Bernard Shaw, H.G. Wells i Romain Rolland.
Els quatre últims anys de la seva vida van estar marcats per un dolor crònic i dos llargs períodes de malaltia. Aquests començaren quan Tagore va perdre la consciència a la darreria del 1937, on caigué comatós i estigué vora la mort durant un llarg període. La poesia de Tagore durant aquells últims tres anys és considerada com la millor i és distintiva per la seva preocupació per la mort. Després d'aquest període de patiment, Tagore va morir el 7 d'agost de 1941 a la seva residència de Calcuta, un dia que encara és recordat en actes públics en el món de parla bengalí.

## Teoria i praxis polítiques

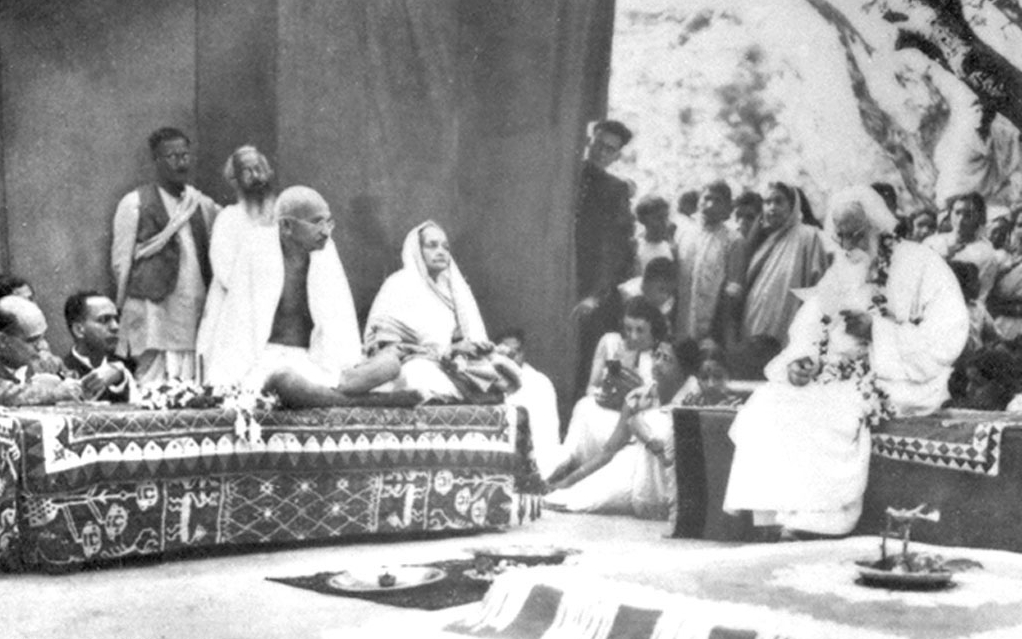
Tagore (a la dreta, a l'altar) hostatja el Mahatma Gandhi i la muller Kasturba a Santiniketan el 1940.

El pensament polític de Tagore es caracteritza per una marcada complexitat. Va ser molt crític envers l'imperialisme europeu, alhora que va donar suport als nacionalistes indis. Es va implicar en el procés judicial de la Conspiració indogermànica, i es va entrevistar en nom dels conspiradors amb l'aleshores primer ministre, Terauchi Masatake, i l'anterior primer ministre, Okuma Shigenobu, per tal de guanyar-se el favor japonès.
Tot i així, també va escarnir el moviment Swadeshi, denunciant-lo corrosivament a El culte de txarka, un assaig del 1925. En contraposició, va emfatitzar l'autosuficiència i formació intel·lectual de les masses, declarant que l'imperialisme britànic era "un símptoma polític de la nostra malaltia social", i animava als indis a acceptar que "no es tracta d'una revolució cega, sinó d'una educació sòlida i decidida".
Inevitablement, aquests punts de vista van irritar a molts, fins al punt de posar la seva vida en perill. Es va salvar de miracle de l'intent d'assassinat per part d'expatriats indis durant una estada a un hotel de San Francisco, a la fi de 1916. El complot va fallar només perquè els qui havien de ser els assassins no es van posar d'acord en l'execució.
No obstant això, Tagore va compondre cançons en què exaltava el moviment independentista de l'Índia, i va renunciar al seu títol nobiliari en protesta contra la massacre de Jallianwala Bagh del 1919.
Les relacions amb el líder Gandhi van ser conflictives. Tot i així, Tagore va ser clau, per exemple, a resoldre una disputa entre el Mahatma i B. R. Ambedkar (sobre els sectors electorals separats per als intocables), aconseguint que Gandhi abandonés la seva vaga de fam "fins a la mort".
D'acord amb la importància que concedia a l'educació, s'implicà personalment en aquest tema, tant teòrica com pràcticament: va criticar al·legòricament l'educació ortodoxa, basada en la memorització, escarnint-la al conte L'entrenament del lloro, en què un ocell és engabiat i forçat pels tutors a alimentar-se d'estrips de planes de llibres fins que mor.
Les seves idees sobre pedagogia portaren a Tagore, mentre visitava Santa Bàrbara, a Califòrnia, l'11 d'octubre del 1917, a concebre un nou tipus d'Universitat, amb el desig de "fer de Santiniketan el fil connector entre l'Índia i el món [i] un centre mundial per l'estudi de la humanitat, deixant de banda límits nacionals i geogràfics". La pedra fundacional de l'escola, que ell va anomenar Visva Bharati, va ser posada el 22 de desembre del 1918 i inaugurada 1921. Va treballar de valent per trobar fons i personal per a l'escola, buscant-ne a Europa i als EUA entre 1919 i 1921, i fins i tot aportant-hi tots els diners rebuts pel premi Nobel que li havien concedit. Tagore hi va implementar una estructura pedagògica brahmacharya utilitzant gurus per donar una guia individualitzada als alumnes, i els seus deures com a mentor i cap de Santiniketan li exigiren energies i temps: als matins hi impartia classes i la resta del dia escrivia els llibres de text dels alumnes.

## Obra

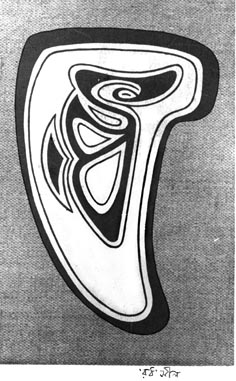
Les inicials de Tagore en bengalí, escrites en un cub de fusta, mostren similituds amb els patrons utilitzats en les escultures tradicionals haida; Tagore adornava sovint seus manuscrits amb aquestes figures

Reconegut internacionalment per la seva obra poètica, Tagore també va escriure novel·les, obres de teatre, assajos, històries curtes, diaris de viatge, autobiografies així com nombroses cançons. Va ser igualment compositor i al final de la seva vida es va dedicar a la pintura.
D'entre les seves obres en prosa destaquen en especial les novel·les curtes(gènere que va inaugurar en llengua bengalí) caracteritzades per la seva natura rítmica, optimista i lírica, i que solen inspirar-se en la vida simple de la gent ordinària.
Les obres de no-ficció tracten d'història, de lingüística i d'espiritualitat. Els seus relats de viatges, assajos i conferències es van recopilar en diversos volums, entre els quals destaquen Europe Jatrir Patro ('Cartes des d'Europa') i Manusher Dhormo ('La religió de l'home'), on s'inclou el seu breu intercanvi amb Albert Einstein, Nota sobre la naturalesa de la realitat. Amb motiu del 150 aniversari del seu naixement s'està publicant una antologia en bengalí i en ordre cronològic de la seva obra completa titulada Kalanukromik Rabindra Rachanabali, que inclourà les diverses versions de cada text i que necessitarà una vuitantena de volums.

### Poesia
La poesia de Tagore, visionaria i extàtica, amb un estil que oscil·la entre el formalisme clàssic i la comicitat, té les seves arrels en la tradició dels poetes vixnuistes dels segles xv i xvi. Tagore va estar profundament marcat pel misticisme dels autors dels Upanixads, com Vyasa, així com pel del filòsof bhakti-sufí Kabir i el del poeta Ramprasad Sen. No obstant això, la seva obra poètica més madura i innovadora es va manifestar amb el contacte amb la música folklòrica del Bengala rural, especialment amb les balades místiques dels bauls com les del bard Lalon. Aquestes cançons, redescobertes i popularitzades per Tagore, inclouen himnes kartābhajā del segle xix que celebren la divinitat interior i denuncien l'ortodòxia religiosa i social burgesa.
Durant el període Shilaidaha els seus poemes va adquirir un to líric, expressant-se a través del manush maner ("l'home del cor") dels bauls o meditant sobre el devata jivan (el Déu vivent interior), representació que il·lustra la recerca d'una relació amb Déu a través de l'atracció de la naturalesa i de la interacció emocional del drama humà. Tagore va aplicar aquesta tècnica en els seus pomes Bhānusiṃha (que expliquen la història d'amor entre Radha i Krixna), poemes que va reescriure diverses vegades al llarg de setanta anys.
A la dècada de 1930, Tagore va respondre a la sobtada aparició del modernisme i el realisme en la literatura bengalí component obres experimentals; aquestes inclouen per exemple Àfrica i Camalia, que són els seus dos poemes tardans més famosos. A vegades va escriure utilitzant la Shadhu Bhasha (una forma literària bengalí propera del sànscrit); més endavant, però, va utilitzar el Cholti Bhasha, una forma més popular.
D'entre les seves obres més notables es poden citar Manasi, Sonar Tori ('El vaixell d'or'), Balaka ('Oques salvatges' - una metàfora sobre les ànimes migrants) i Purobi. El poema més famós del Sonar Tori, que té per tema la naturalesa efímera de la vida i de l'èxit, acaba amb el versos শূন্য নদীর তীরে রহিনু পড়ি / যাহা ছিল লয়ে গেল সোনার তরী ('Shunno nodir tire rohinu poŗi / Jaha chhilo loe gêlo shonar tori' - 'Tot el que havia fet se'n va anar amb el vaixell d'or / i jo em vaig quedar enrere'). A nivell internacional, l'obra més famosa de Tagore és Gitanjali (গীতাঞ্জলি), la qual li va permetre de guanyar el Premi Nobel de Literatura.
Cant VII de Gitanjali:

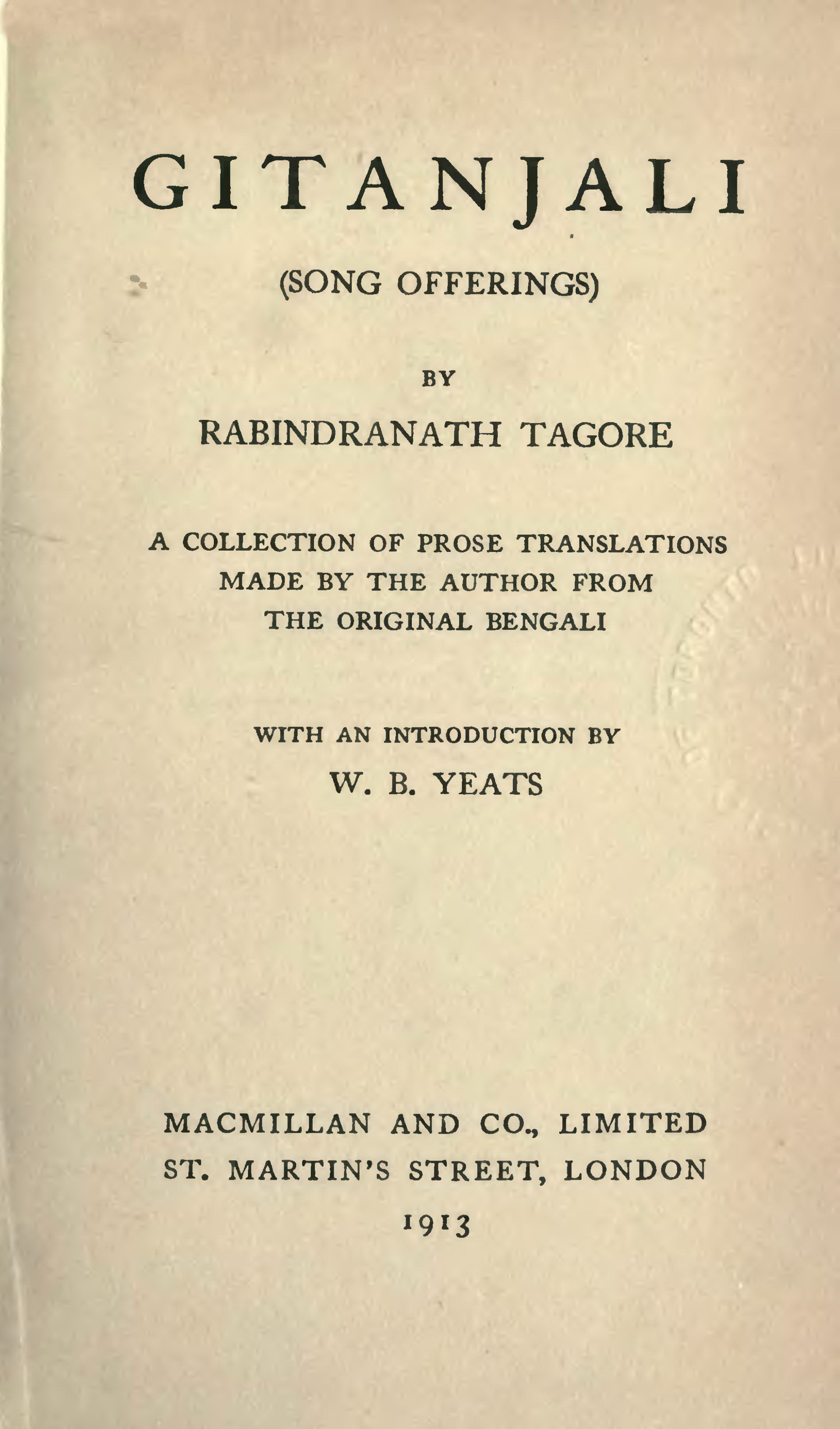
Page de garde d'une édition anglaise de 1913 de Gitanjali

| আমার এ গান ছেড়েছে তার সকল অলংকার, তোমার কাছে রাখে নি আর সাজের অহংকার। অলংকার যে মাঝে পড়ে মিলনেতে আড়াল করে, তোমার কথা ঢাকে যে তার মুখর ঝংকার। তোমার কাছে খাটে না মোর কবির গর্ব করা, মহাকবি তোমার পায়ে দিতে যে চাই ধরা। জীবন লয়ে যতন করি যদি সরল বাঁশি গড়ি, আপন সুরে দিবে ভরি সকল ছিদ্র তার। | Amar e gan chheŗechhe tar shôkol ôlongkar Tomar kachhe rakhe ni ar shajer ôhongkar Ôlongkar je majhe pôŗe milônete aŗal kôre, Tomar kôtha đhake je tar mukhôro jhôngkar. Tomar kachhe khaţe na mor kobir gôrbo kôra, Môhakobi, tomar paee dite chai je dhôra. Jibon loe jôton kori jodi shôrol bãshi goŗi, Apon shure dibe bhori sôkol chhidro tar. |

Traducció de Maria de Quadras:
| « La meva cançó s'ha tret els seus ornaments. No s'enorgulleix de portar abillaments o condecoracions. Els seus vestits espatllarien la nostra unió, car es posarien entre Vos i jo, i llur remor ofegaria els vostres murmuris. » | « La meva vanitat de poeta mor de vergonya en veure-us. He segut als vostres peus, mestre meu. Deixeu-me tan sols fer que la meva vida sigui senzilla i recta com un flabiol perquè Vos l'ompliu de música. » |

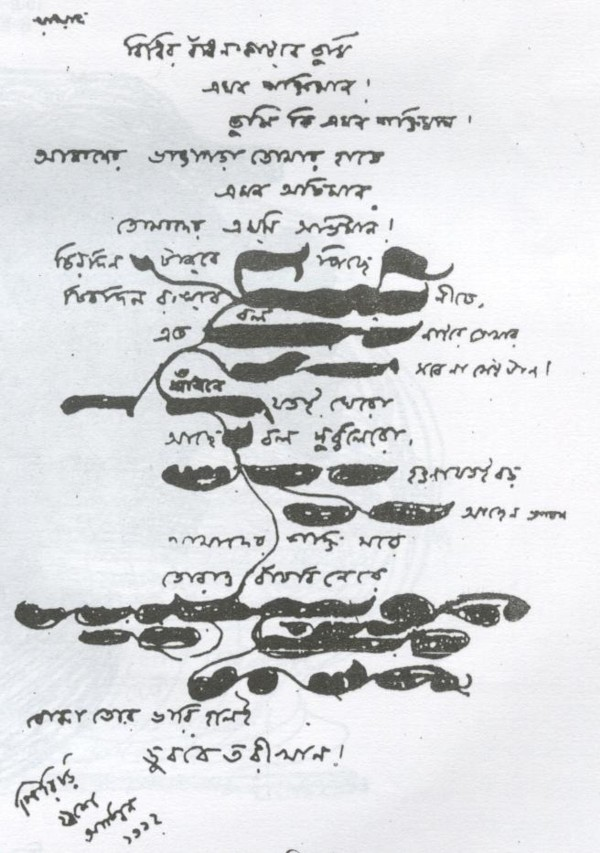
Manuscrit de Tagore

La poesia de Tagore ha estat musicada per diversos compositors, entre els quals es poden esmentar Arthur Shepherd (Tríptic per a soprano i quartet de cordes), Alexander von Zemlinsky (Simfonia lírica), Josef Förster (Cicle de cançons d'amor) o Leoš Janáček, que impressionat per una lectura pública de la literatura bengalí de Tagore, va utilitzar el text d'El Jardiner per l'obra coral Potulný šílenec ('El neci errant') per a soprano, tenor, baríton i cor d'homes, JW 4/43.

### Històries curtes
Tagore va començar a escriure històries curtes tan sols amb setze anys, el 1877, amb Bhikharini ('La captaire'). Entre 1891 i 1895 són definits pels historiadors com el període "Sadhana" de Tagore, en el qual escrigué al voltant de la meitat de les històries contingudes en els tres volums del Galpaguchchha, una col·lecció de 84 històries. Tagore solia associar aquestes primeres històries, com des del període "Sadhana", amb una exuberant vitalitat i espontaneïtat, característiques ques estaven íntimament relacionades amb la vida de l'autor en els diversos pobles on gestionava les àmplies propietats familiars.

### Obra seleccionada
| * মানসী       | Manasi           | (The Ideal One)             | 1890 |
| * সোনার তরী    | Sonar Tari       | (The Golden Boat)           | 1894 |
| * গীতাঞ্জলি     | Gitanjali        | (Ofrena de càntics)         | 1910 |
| * গীতিমাল্য     | Gitimalya        | (Wreath of Songs)           | 1914 |
| * বলাকা       | Balaka           | (The Flight of Cranes)      | 1916 |
| Teatre      |                  |                             |      |
| * বাল্মিকী প্রতিভা | Valmiki Pratibha | (The Genius of Valmiki)     | 1881 |
| * বিসর্জন     | Visarjan         | (El sacrifici)              | 1890 |
| * রাজা        | Raja             | (El Rei de la cambra fosca) | 1910 |
| * ডাকঘর      | Dak Ghar         | (El correu)                 | 1912 |
| * অচলায়তন    | Achalayatan      | (L'inamovible)              | 1912 |
| * মুক্তধারা     | Muktadhara       | (El salt d'aigua)           | 1922 |
| * রক্তকরবী    | Raktakaravi      | (Red Oleanders)             | 1926 |
| Ficció      |                  |                             |      |
| * নষ্টনীড়     | Nastanirh        | (The Broken Nest)           | 1901 |
| * গোরা        | Gora             | (Fair-Faced)                | 1910 |
| * ঘরে বাইরে    | Ghare Baire      | (La llar i el món)          | 1916 |
| * যোগাযোগ      | Yogayog          | (Crosscurrents)             | 1929 |
| Memòries    |                  |                             |      |
| * জীবনস্মৃতি    | Jivansmriti      | (My Reminiscences)          | 1912 |
| * ছেলেবেলা      | Chhelebela       | (My Boyhood Days)           | 1940 |

### Adaptacions cinematogràfiques

#### En hindi
- Sacrifice - 1927 (Balidaan) - Nanand Bhojai i Naval Gandhi
- Milan - 1947 (Nauka Dubi) - Nitin Bose
- Kabuliwala - 1961 (Kabuliwala) - Bimal Roy
- Uphaar - 1971 (Samapti) - Sudhendu Roy
- Lekin... - 1991 (Kshudhit Pashaan) - Gulzar
- Char Adhyay - 1997 (Char Adhyay) - Kumar Shahani
- Kashmakash - 2011 (Nauka Dubi) - Rituparno Ghosh

#### En bengalí
- Natir Puja - 1932 - dirigit pel mateix Rabindranath Tagore
- Naukadubi - 1947 (Noukadubi) - Nitin Bose
- Kabuliwala - 1957 (Kabuliwala) - Tapan Sinha
- Kshudhita Pashaan - 1960 (Kshudhita Pashan) - Tapan Sinha
- Teen Kanya - 1961 (Teen Kanya) - Satyajit Ray
- Charulata - 1964 (Nastanirh) - Satyajit Ray
- Ghare Baire - 1985 (Ghare Baire) - Satyajit Ray
- Chokher Bali - 2003 (Chokher Bali) - Rituparno Ghosh
- Chaturanga - 2008 (Chaturanga) - Suman Mukhopadhyay
- Elar Char Adhyay - 2012 (Char Adhyay) - Bappaditya Bandyopadhyay